# Pierre Gautherat
Pierre Gautherat, né le 16 janvier 2003 à Colmar, est un coureur cycliste français.

## Carrière

### Débuts
Pierre Gautherat est né à Colmar le 16 janvier 2003. Il s'initie au cyclisme au sein du VC Dole, où il est licencié entre 2013 et 2015 puis entre 2018 et 2021. Il est membre du Guidon bletteranois en 2016 et 2017,. En 2021, il est également membre de l'équipe juniors AG2R Citroën U19, avant de rejoindre le SCO Dijon pour l'année 2022.
En 2021, il est sélectionné en équipe de France pour disputer la course en ligne juniors aux championnats du monde. Faisant partie du groupe de sept coureurs en lutte pour la victoire, il chute à quelques kilomètres de l'arrivée et finit en 39e position.
Stagiaire au sein de l’équipe AG2R Citroën en août 2022, avec comme perspective de passer professionnel en août 2023, il se classe en septembre dixième de la Primus Classic et passe finalement professionnel dès le début de l'année 2023, pour deux saisons. 

### Carrière professionnelle

#### 2023: une première année prometteuse
Après avoir terminé septième du Samyn en février et neuvième de Cholet-Pays de la Loire en mars, il participe à plusieurs classiques flandriennes et dispute son premier monument à l'occasion du Tour des Flandres. 
En juin, il termine cinquième de la Flèche de Heist puis remporte le prologue, la première étape et le classement par points de la Course de la Paix. En fin de saison, il se classe dixième des championnats du monde espoirs sur route, remportés par le français Axel Laurance.

#### 2024: places d'honneur sur des courses d'un jour
Il commence sa saison 2024 en terminant deuxième du Grand Prix Castellón, quatrième du Grand Prix La Marseillaise et sixième du Tour de La Provence 2024, où il termine meilleur jeune.
Présent au départ des classiques flandriennes, il termine onzième de l'Omloop Het Nieuwsblad et d'À travers les Flandres,. Au Tour de Belgique 2024, il manque la victoire de peu et termine deuxième de l'étape reine, au sommet du Mur de Durbuy, derrière Alex Aranburu.

## Caractéristiques
En parallèle de sa carrière, il effectue un BTS électrotechnique au lycée Duhamel à Dole se terminant en 2023. Il a comme entraîneur Jacques Decrion. Gautherat se définit comme « sprinteur-rouleur ».

## Palmarès sur route

### Par années
- 2020
  - 3e du championnat de France du contre-la-montre juniors
- 2021
  - Champion de Bourgogne-Franche-Comté sur route juniors
  - Grand Prix d'Onjon
  - 1re étape du Tour du Bocage et de l'Ernée 53
  - 2e du Tour du Bocage et de l'Ernée 53
  - 2e du championnat de France sur route juniors
- 2022
  - Dijon-Auxonne-Dijon
  - 4e étape de l'Essor Breton
  - Grand Prix de Soultz-sous-Forêts
  - 1re et 3e étapes des Quatre Jours des As-en-Provence
  - 2e du Tour du Centre-Var
- 2023
  - Prologue et 1re étape de la Course de la Paix-Grand Prix Jeseníky
  - 10e du championnat du monde sur route espoirs
- 2024
  - 2e de la Route de la Céramique-Grand Prix Castellón
  - 3e du Tro Bro Leon
  - 8e du championnat d'Europe sur route espoirs
- 2025
  - 3e étape des Quatre Jours de Dunkerque
  - 2e du Tro Bro Leon

### Classements mondiaux
| Année                                 | 2022  | 2023 | 2024 |
| ------------------------------------- | ----- | ---- | ---- |
| Classement mondial                    | 1182e | 401e | 167e |
| UCI Europe Tour                       | 825e  | nc   | 137e |
|                                       |       |      |      |
| Légende : nc = non classéSource : UCI |       |      |      |

## Palmarès en cyclo-cross
- 2016-2017
  - 2e de la Coupe de France cadets
- 2017-2018
  - Coupe de France cadets
- 2018-2019
  - 2e du championnat de France de cyclo-cross cadets

## Palmarès sur piste

### Championnats de France
- 2021
  - 3e de l'omnium juniors